# Clarissa Stadler

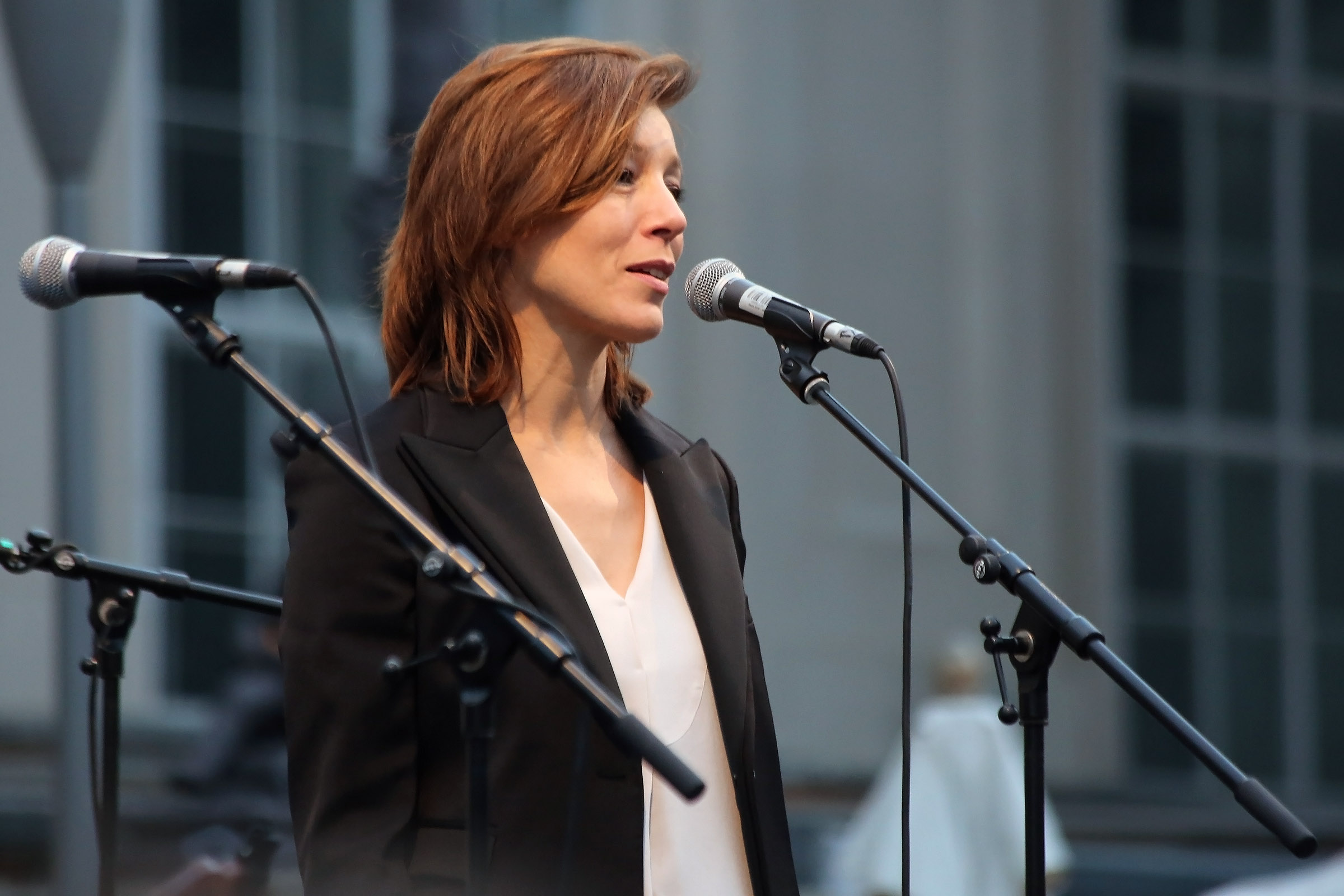
Clarissa Stadler, 2013

Clarissa Stadler (* 1966 in Wien) ist eine österreichische Journalistin, Moderatorin und Schriftstellerin.

## Leben

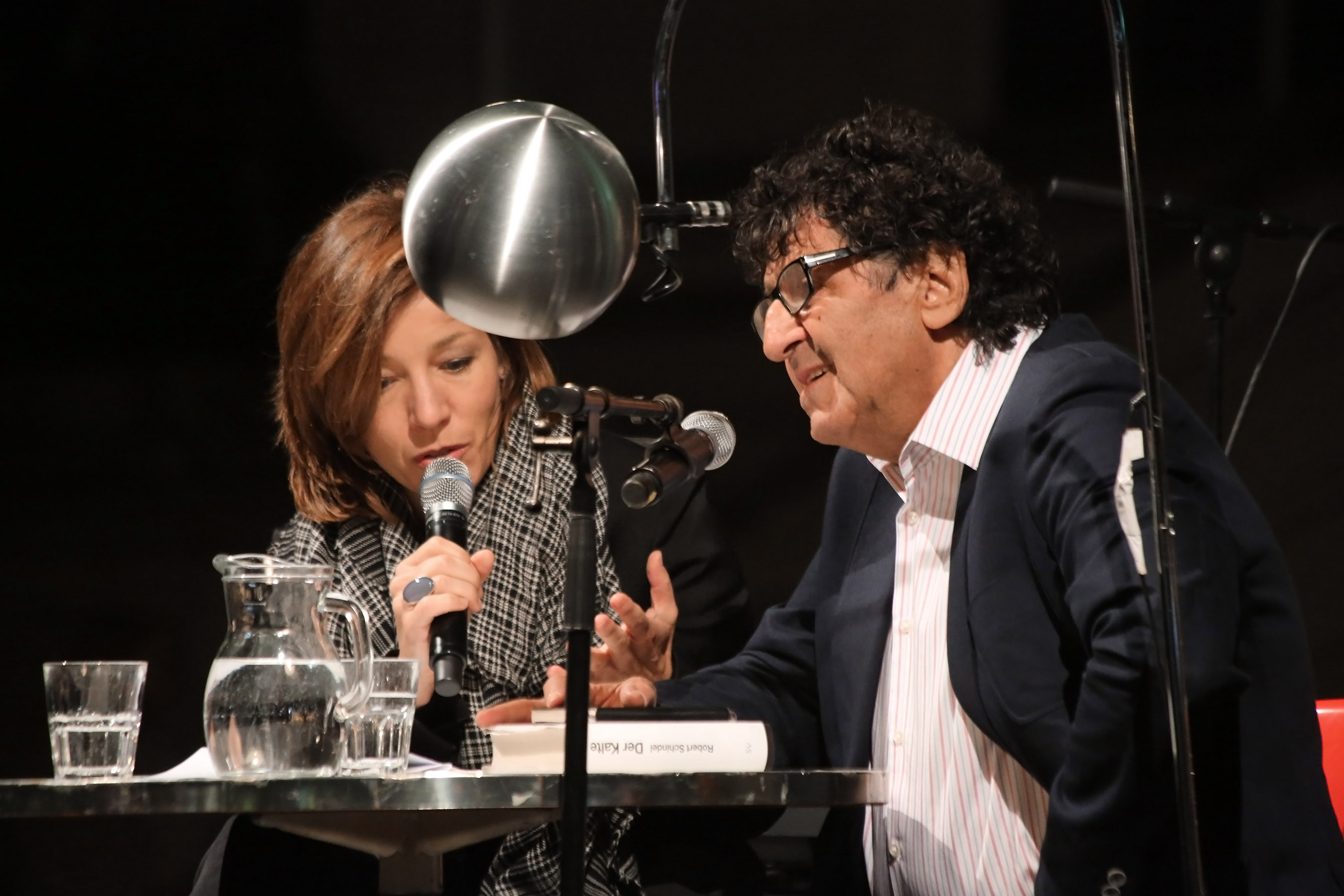
Clarissa Stadler mit Robert Schindel (o-töne, 2013)

Clarissa Stadler wuchs in Deutschland, Belgien und Österreich auf und studierte Handelswissenschaften. Ab 1990 verfasste sie Texte und Beiträge für den Standard und die Wochenzeitung Falter sowie für andere in- und ausländische Medien. Sie begann ihre Laufbahn beim  ORF  im Landesstudio Salzburg und arbeitete später in der Redaktion der Ö3-Radiosendung Die Musicbox. Anschließend machte sie ein Fernsehpraktikum beim deutsch-französischen Kultursender ARTE.
Seit März 1997 ist Stadler Mitarbeiterin der ORF-Fernseh-Kulturredaktion, unter anderem als Kultur-Moderatorin in der Zeit im Bild von März 1999 bis April 2007 und 2003 als Moderatorin der Kultursendung karls.platz.
Im Jahr 2000 heiratete Clarissa Stadler den Fernsehjournalisten Robert Hochner, der am 12. Juni 2001 starb.
2005 gab sie ihr schriftstellerisches Debüt mit dem Roman N. Eine kleine Utopie. Von 2009 bis 2012 moderierte sie den Ingeborg-Bachmann-Preis; ab 2010 präsentierte sie diese Veranstaltung in Klagenfurt auf 3sat.

### Kulturmontag
Ab April 2007 moderierte sie die ORF-Kultursendung lebens.art, die seit März 2008 als Kulturmontag bekannt ist. Ende Jänner 2012 zog sie sich als Moderatorin vom Bildschirm zurück, verlautbarte aber, sie wolle weiter als Kulturredakteurin im ORF tätig sein. Kurzfristig übernahm die ORF-Journalistin Nadja Bernhard die Moderation des Kulturmontags. Als Bernhard dann zum Jahreswechsel als Co-Moderatorin zur Nachrichtensendung Zeit im Bild (ZIB) wechselte, kehrte Stadler wieder zum Kulturmontag zurück – sehr zur Freude von TV-Kulturchef Martin Traxl, der die Sendungen nun abwechselnd mit ihr leitete. Traxl betonte, dass mit Stadler, die den Zuschauern als kompetente Begleiterin vertraut sei, die Kontinuität der Sendung gewährleistet sei.
Seit dem Februar 2021 präsentiert sie den Kulturmontag abwechselnd mit Peter Schneeberger.

## Auszeichnungen
- 2018: Journalistin des Jahres in der Kategorie Kultur[4]